# Florínea
Florínea é um município brasileiro do estado de São Paulo. Localiza-se a uma latitude 22º54'12" sul e a uma longitude 50º44'16" oeste, estando a uma altitude de 360 metros. Sua população estimada em 2020 era estimada em 2653 habitantes. Possui uma área de 227,4 km².

## História
O primeiro núcleo populacional da área do atual município de Florínia teve início em 1926, com a construção de uma capela consagrada a São José no antigo bairro do Pântano. Em seguida, vários proprietários de terras locais doaram uma área distante três quilômetros da primeira capela, para a construção de uma segunda, desta vez consagrada a Santo Antônio.
À sua volta, desenvolveu-se um núcleo que foi elevado à categoria de vila em 1936, com a denominação de Santo Antônio do Pântano. Na mesma época, partiu de Ribeirão Preto, para essa região, um grupo de famílias chefiadas por Sebastião Alves de Oliveira, que instalou a sede de uma fazenda no bairro da Paca, limítrofe com a vila de Santo Antônio, iniciando ali um povoado que recebeu o nome de Pântano.
Seu rápido desenvolvimento deveu-se à facilidade de comunicação com as populações vizinhas por meio da estrada que ligava Assis ao porto Giovani. Enquanto a antiga Santo Antônio do Pântano permaneceu estagnada, a vizinha Pântano apresentou um grande crescimento, sendo elevada a distrito do município de Assis em 30 de novembro de 1944, ocasião em que recebeu a denominação de Florínia, por se encontrar nas proximidades do ribeirão das Flores. Foi elevada a município em 30 de dezembro de 1953.

### Formação territorial-administrativa
Histórico da formação do município:
- Antigo povoado de Pântano
- Distrito criado com a denominação de Florínea, no município de Assis, pelo Decreto-Lei nº 14.334, de 30/11/1944.
- Município criado com território desmembrado dos distritos de Cruzália, no município de Maracaí, e Tarumã, no município de Assis, pela Lei nº 2.456, de 30/12/1953.

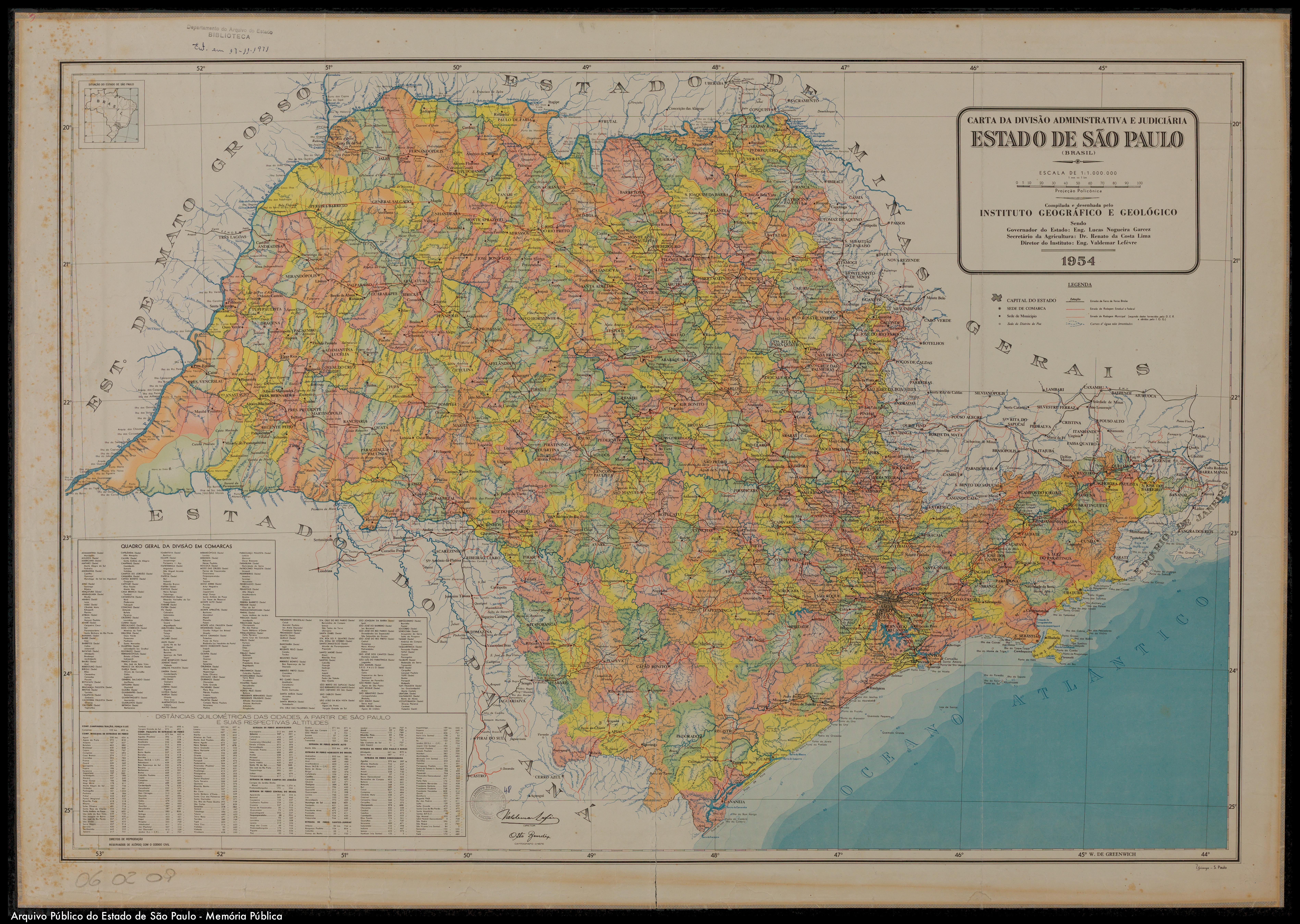
Estado de São Paulo (1953).

## Demografia

### População
| Crescimento populacional                             | Crescimento populacional | Crescimento populacional | Crescimento populacional |
| Ano                                                  | População Total          |                          | %±                       |
| ---------------------------------------------------- | ------------------------ | ------------------------ | ------------------------ |
| 1958                                                 | 4 721                    |                          | —                        |
| 1960                                                 | 5 752                    |                          | 21,8%                    |
| 1970                                                 | 5 649                    |                          | −1,8%                    |
| 1980                                                 | 2 744                    |                          | −51,4%                   |
| 1991                                                 | 3 012                    |                          | 9,8%                     |
| 2000                                                 | 3 127                    |                          | 3,8%                     |
| 2010                                                 | 2 829                    |                          | −9,5%                    |
| 2022                                                 | 3 851                    |                          | 36,1%                    |
| Fontes: Censos Demográficos IBGE e Estimativas SEADE |                          |                          |                          |

### Dados demográficos
Dados do Censo - 2000
População Total: 6.127
- Urbana: 5.637
- Rural: 490
- Homens: 2.516
- Mulheres: 2.611

Densidade demográfica (hab./km²): 13,75
Mortalidade infantil até 1 ano (por mil): 13,22
Expectativa de vida (anos): 72,69
Taxa de fecundidade (filhos por mulher): 1,91
Taxa de Alfabetização: 84,09%
Índice de Desenvolvimento Humano (IDH-M): 0,759
- IDH-M Renda: 0,652
- IDH-M Longevidade: 0,795
- IDH-M Educação: 0,830

(Fonte: IPEADATA)

## Infraestrutura

### Comunicações
O sistema de telefones automáticos foi inaugurado na cidade em 1979 pela Telecomunicações de São Paulo (TELESP), que também implantou o sistema de discagem direta à distância (DDD) em 1989 com o código de área (0183). Anteriormente a cidade era atendida pela Empresa Telefônica Paulista.
Na década de 90 o código DDD da cidade foi alterado para (018), para padronização do sistema telefônico com a telefonia celular que estava sendo implantada em todo o estado.

## Religião
O Cristianismo se faz presente na cidade da seguinte forma:

### Igreja Católica
- A igreja faz parte da Diocese de Assis.[16]

### Igrejas Evangélicas
- Assembleia de Deus Ministério do Belém.[17][18]
- Congregação Cristã no Brasil.[19]